# Hubert Frank
Hubert Frank (eigentlich Hubert Franz Woisetschläger; * 27. September 1925 in Zlabings) ist ein österreichischer Filmregisseur und Drehbuchautor. Er wurde insbesondere für Komödien und Sexfilme in den 1970er Jahren bekannt. Er drehte auch unter dem Pseudonym Jack Regis.

## Leben
Frank schloss ein Elektrotechnik-Studium in Linz ab, wurde dann noch zum Wehrdienst eingezogen und begann dort mit dem Schreiben von Geschichten. 1953 erschien sein erster Roman als Fortsetzungs-Geschichte in der Deutschen Illustrierten. Nach einiger Zeit als Dramaturg und Lektor kam Frank durch Produzent Heinz Sebek zum Film. Später arbeitete er für Robert Russ, Reginald Puhl und Artur Brauner. Er entwickelte sich zum Spezialisten für Sexfilme, die nun für Alois Brummer oder auch Karl Spiehs entstanden und die oft an exotischen Orten gedreht wurden.

## Filmografie
- 1963: Das Rätsel der roten Quaste
- 1964: Das Mädchen mit dem sex-ten Sinn
- 1968: Funkstreife XY – ich pfeif’ auf mein Leben
- 1968: Willst Du ewig Jungfrau bleiben?
- 1970: Liebling, sei nicht albern!
- 1971: Birdie
- 1972: Zum zweiten Frühstück: Heiße Liebe
- 1972: Hochzeitsnacht-Report
- 1972: Lilli – die Braut der Kompanie
- 1972: Die Schatzinsel (Treasure Island)
- 1973: Liebesmarkt
- 1974: Muschimaus mag’s grad heraus
- 1974: Unterm Röckchen stößt das Böckchen
- 1974: Auf der Alm da gibt’s koa Sünd
- 1975: Mei Hos’ ist in Heidelberg geblieben
- 1976: Vanessa
- 1978: Das Teufelscamp der verlorenen Frauen
- 1978: Die Insel der tausend Freuden
- 1978: Melody in Love
- 1979: Disco-Fieber
- 1980: Patricia – Einmal Himmel und zurück
- 1980: Ceylon my love
- 1982: Catherine
- 1983: Taifun der Zärtlichkeit
- 1985: Escape to Paradise
- 1986: Kunyonga – Mord in Afrika
- 1986: Sturzflug in die Liebe

## Veröffentlichungen
- Passierschein Herz (als Hubert F. Woisetschläger), Roman
- Auch Zwerge werfen Schatten, Roman
- Die Jahre hinter dem Mond, Roman
- Unter dem Damoklesschwert, Roman